# Christophe Bastien
Christophe Bastien (Nancy, 9 marzo 1976) è un ex calciatore francese, di ruolo centrocampista.

## Palmarès

### Club

#### Competizioni nazionali
- Campionato francese di seconda divisione: 1

Nancy: 1997-1998